# Storsjön (västra)
Storsjön (västra) är en sjö i Kungälvs kommun i Bohuslän och ingår i Göta älvs huvudavrinningsområde. Sjön är 20,8 meter djup, har en yta på 0,177 kvadratkilometer och befinner sig 115,3 meter över havet. Storsjön (västra) ligger i Svartedalen Natura 2000-område. Vid provfiske har abborre och mört fångats i sjön.

## Delavrinningsområde
Storsjön (västra) ingår i det delavrinningsområde (643605-127832) som SMHI kallar för Mynnar i Solbergsån. Medelhöjden är 115 meter över havet och ytan är 6,82 kvadratkilometer. Det finns inga avrinningsområden uppströms utan avrinningsområdet är högsta punkten. Vattendraget som avvattnar avrinningsområdet har biflödesordning 3, vilket innebär att vattnet flödar genom totalt 3 vattendrag innan det når havet efter 39 kilometer. Avrinningsområdet består mestadels av skog (86 %). Avrinningsområdet har 0,35 kvadratkilometer vattenytor vilket ger det en sjöprocent på 5,1 %.